# Nangqên

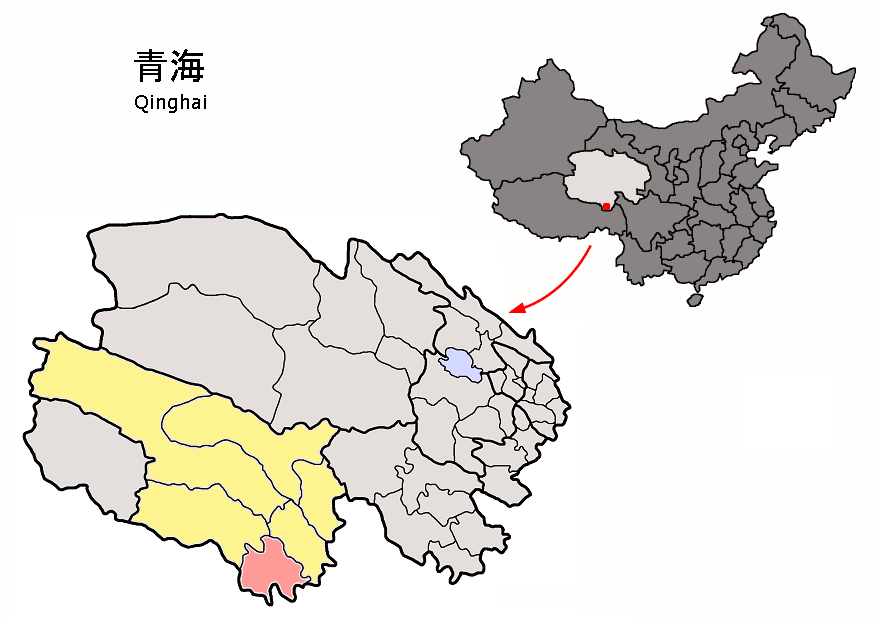
Lage des Kreises Nangqên in Yushu (gelb)

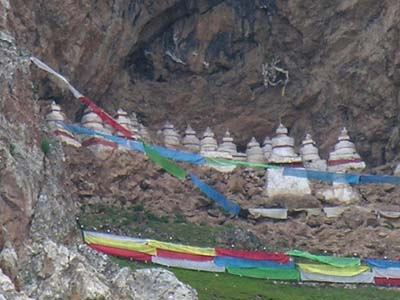
Chörten der dreißig Generäle von König Gesar von Ling

Nangqên (auch Nangchen; tibetisch ནང་ཆེན་རྫོང, Umschrift nach Wylie nang chen rdzong, chinesisch 囊谦县, Pinyin Nángqiān Xiàn) ist ein Kreis des Autonomen Bezirks Yushu der Tibeter im Süden der chinesischen Provinz Qinghai. Er hat eine Fläche von 12.079 Quadratkilometern und zählt 90.307 Einwohner (Stand: Zensus 2020). Sein Hauptort ist Xangda (shor mda’ / Xiāngdá Zhèn 香达镇). 
Die im Kreis gelegenen Chörten der dreißig Generäle von König Gesar von Ling und der Dana-Tempel (chin. Gesa'er sanshi da jiangjun Ling ta he Dana si) stehen seit 2006 auf der Liste der Denkmäler der Volksrepublik China (6-805).

## Administrative Gliederung
Auf Gemeindeebene setzt sich der Kreis aus einer Großgemeinde und neun Gemeinden zusammen. Diese sind: (Pinyin-Schreibung/chin. Kurzzeichen)
- Großgemeinde Xiangda 香达镇

- Gemeinde Niangla 娘拉乡
- Gemeinde Maozhuang 毛庄乡
- Gemeinde Juela 觉拉乡
- Gemeinde Zhexiao 着晓乡
- Gemeinde Dongba 东坝乡
- Gemeinde Jinisai 吉尼赛乡
- Gemeinde Jizha 癿扎乡
- Gemeinde Jiequ 吉曲乡
- Gemeinde Gayong 尕涌乡